# 花蓮縣光復鄉光復國民小學
花蓮縣光復鄉光復國民小學是花蓮縣光復鄉的一所國民小學，創立於1924年。光復國小擁有棒球、足球等隊伍，其棒球隊孕育出許多職棒選手，例如曹錦輝等。

## 介紹
臺灣總督府在1924年4月1日於花蓮港廳鳳林區馬太鞍設置四年制的「馬太鞍公學校」，之後在1931年4月1日改為六年制。1937年10月1日，改為「上大和公學校」。1941年4月1日，改為「宮岡國民學校」，此時地址為鳳林郡鳳林街上大和789番地。
二戰後，學校所在區域劃為大馬村，學校因此在1946年1月25日改為「大馬國民學校」，而原本多為日本人就讀的上大和國民學校則停辦並併入大馬國校。1947年3月，隨著光復鄉自鳳林鎮劃出，學校改稱「光復國民學校」。1968年8月因應九年國民義務教育，學校改為「光復國民小學」。

## 體育
光復國小的女子足球隊曾於1995年取得民生杯五人制足球賽少女組亞軍。2000年參加美國夏威夷杯足球錦標賽，獲十歲組亞軍。在2012年花蓮縣縣運中，棒球隊獲得冠軍，足球隊則獲得亞軍。